# Vol Galaxy Airlines 203
Le 21 janvier 1985, un Lockheed L-188 Electra effectuant le vol Galaxy Airlines 203, un vol charter intérieur reliant Reno à Minneapolis, aux États-Unis, s'écrase peu de temps après son décollage de l'aéroport international de Reno-Tahoe. Sur les 71 personnes à bord, 68 sont tuées à l'impact et deux quelques jours plus tard, ne laissant qu'un seul survivant.

## Contexte

### Avion

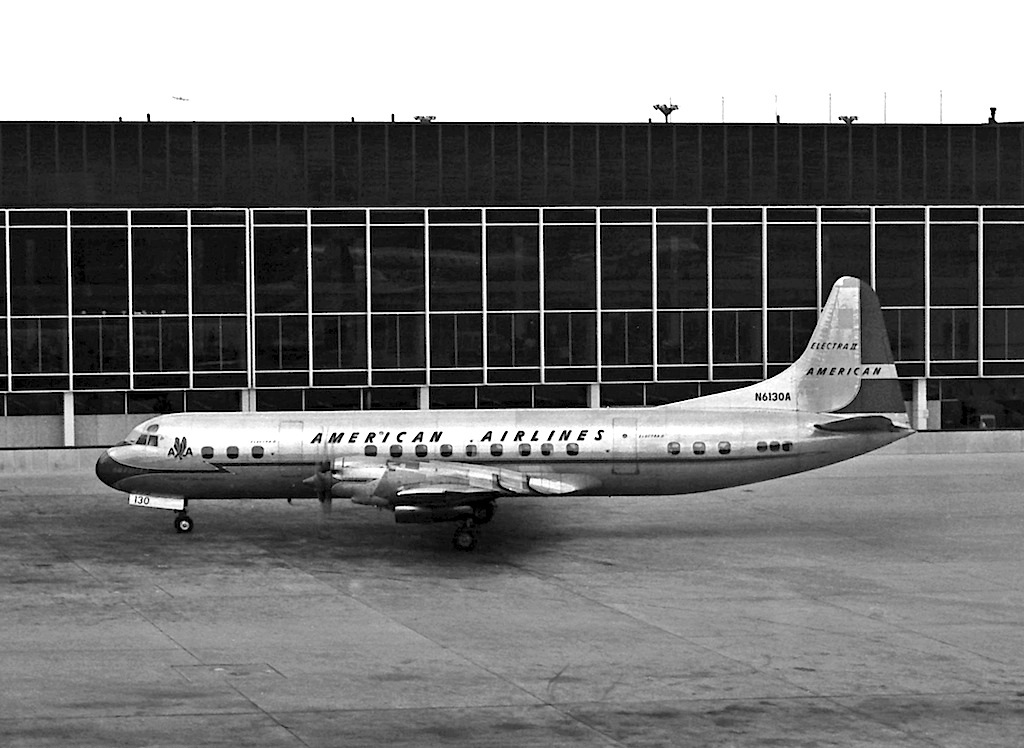
L'appareil impliqué dans l'accident, lorsqu'il appartenait encore à American Airlines (N6130A), ici en juillet 1962.

L'appareil impliqué était un Lockheed L-188A Electra, un quadrimoteur à hélice court/moyen-courrier immatriculé N5532 (numéro de série 1121) et propulsé par quatre turbopropulseurs Allison 501-D13. Au moment de l'accident, l'avion totalisait 34 148 heures de vol et 33 285 cycles (décollage/atterrissage).
Immatriculé N6130A, il avait effectué son premier vol le 2 février 1960 et été livré le 17 février suivant à American Airlines qui l'exploita jusqu'en avril 1969.
Ensuite exploité par plusieurs autres compagnies aériennes, dont Pacific Southwest Airlines (PSA) et Evergreen International Airlines (en), et après plusieurs changement d'immatriculation, il était loué depuis août 1983 à Galaxy Airlines, petite compagnie spécialisée dans les vols charters destinés principalement aux joueurs voyageant vers ou depuis Las Vegas, Reno et Atlantic City.

### Équipage
L'équipage comprenait six personnes dont deux pilotes, un ingénieur de vol et trois membres du navigants commerciaux :
- Le commandant de bord était Allen D. Heasley (49 ans), qui a été embauché par Galaxy Airlines en août 1983 et totalisant 14 500 heures de vol, dont 5 600 heures sur L-188 Electra.
- Le copilote était Kevin Charles Fieldsa (27 ans), embauché par Galaxy Airlines le 1er juin 1984. Puis, le 30 septembre de cette année, il a été promu au grade de copilote sur L-188 Electra. Il cumulait environ 5 000 heures de vol, dont 172 heures sur ce modèle d'avion.
- L'ingénieur navigant était Mark Charles Freels (23 ans). Il était certifié à la fois comme ingénieur de et comme mécanicien navigant, respectivement depuis juillet 1984 et septembre 1983. Il avait seulement 262 heures de vol à son actif, toutes effectuées sur L-188 Electra.

Les trois personnels de cabine étaient Heather Coston (23 ans), Donna Marie Cutillo (25 ans) et [Qui ?][réf. nécessaire].

## Accident
Le vol 203, alors parrainé par le Caesars Tahoe (en), devait rapatrier des spectateurs, venus du Midwest des États-Unis, pour assister à la finale de la 19e saison du Super Bowl, le 20 janvier 1985, sur le campus de l'université Stanford, en Californie.
L'avion devait effectuer plusieurs vols charters ce jour-là, d'abord de Seattle à Oakland (vol 201), puis d'Oakland à Reno (vol 202), de Reno à Minneapolis (vol 203) et enfin de retour à Seattle (vol 204). L'heure de départ prévue du vol 201 était 15 h 30, mais il a été retardé et l'avion n'a quitté Seattle qu'à 20 h 19. Il est ensuite arrivé à Oakland à 22 h 25 ; 65 passagers sont alors montés à bord de l'avion pour le vol vers Reno.
Il a décollé de la piste 16R de l'aéroport international de Reno-Cannon à 1 h 04 du matin, le 21 janvier 1985, avec 65 passagers et six membres d'équipage. De fortes vibrations ont commencé à apparaître peu de temps après le décollage, et les pilotes ont demandé à la tour la permission de faire un virage sous le vent à gauche, expliquant qu'ils devaient effectuer un atterrissage d'urgence.
Peu de temps après, le vol 203 s'est écrasé dans un champ à environ 1,5 mile (2,4 km) de l'extrémité de la piste et a explosé à l'impact. Des débris de l'avion ont été éparpillés sur l'U.S. Route 395 et South Virginia Street, incendiant un magasin et plusieurs véhicules au sol.
Sur les 71 personnes à bord, trois ont d'abord survécu ; l'un est décédé le 29 janvier, et un autre le 4 février. Le seul survivant était un garçon de 17 ans, George Lamson Jr., qui a été éjecté de l'avion et a été retrouver sur South Virginia Street, conscient et toujours assis dans son siège . En raison du grand nombre de victimes, les corps ont été emmenés au Reno Livestock Events Center et quatre étudiants en médecine locaux ont aidé le médecin légiste local à effectuer des autopsies.

## Enquête

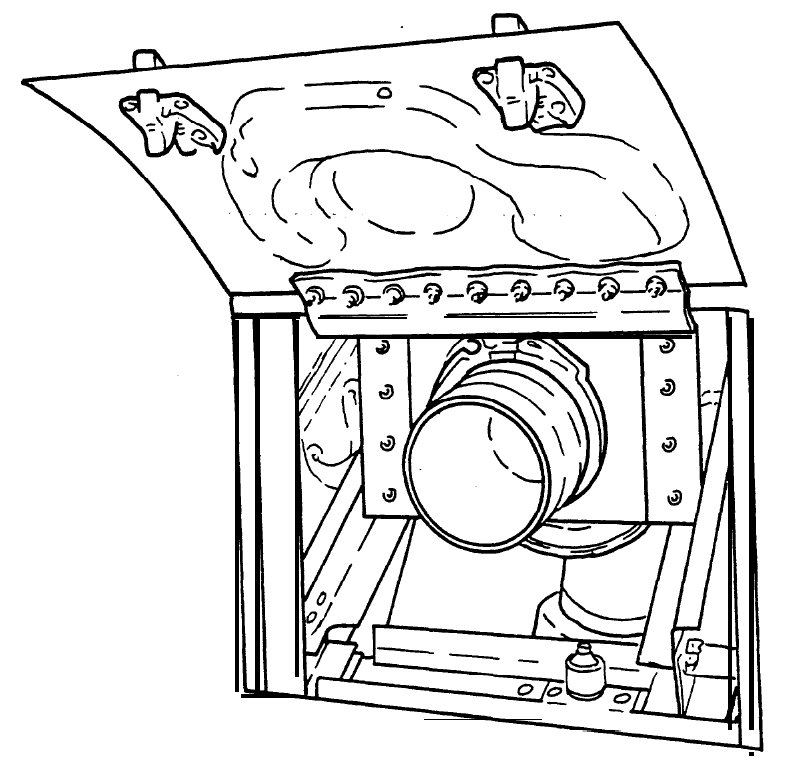
Croquis de la porte d'accès au démarrage en vol (d'après le rapport du NTSB).

Le Conseil national de la sécurité des transports (NTSB) a conclu que la cause probable de l'accident du vol 203 était l'incapacité du commandant de bord à contrôler l'avion et l'incapacité du copilote à surveiller la trajectoire de vol et la vitesse de l'avion. Ce manque de coordination entre les membres de l'équipage a été provoquée par l'apparition de vibrations inattendues peu après le décollage. L'accident a également été causé par l'incapacité des agents de maintenance au sol à fermer correctement une porte d'accès peu de temps avant le démarrage de l'avion en vol, ce qui est à l'origine des vibrations ressenties après le décollage.
Le NTSB a constaté que les employés de la maintenance n'avaient pas correctement fermé la porte d'accès au démarrage en vol, en raison d'une interruption de leurs procédures : alors que l'équipage démarrait les moteurs no 1 et no 4, le superviseur des services d'escale s'est rendu compte que le casque utilisé pour communiquer avec les pilotes ne fonctionnait pas, il est alors passé à l'utilisation de signaux manuels à mi-parcours.
Dans la confusion, le superviseur a signalé aux pilotes de rouler avant que le système de démarrage pneumatique, ou air-start (en), n'ait été débranché. Lorsque le superviseur s'est rendu compte de son erreur et a signalé à l'équipage du vol 203 de faire un arrêt d'urgence, le tuyau a été déconnecté avec succès, mais la porte d'accès n'a pas été refermée par la suite.

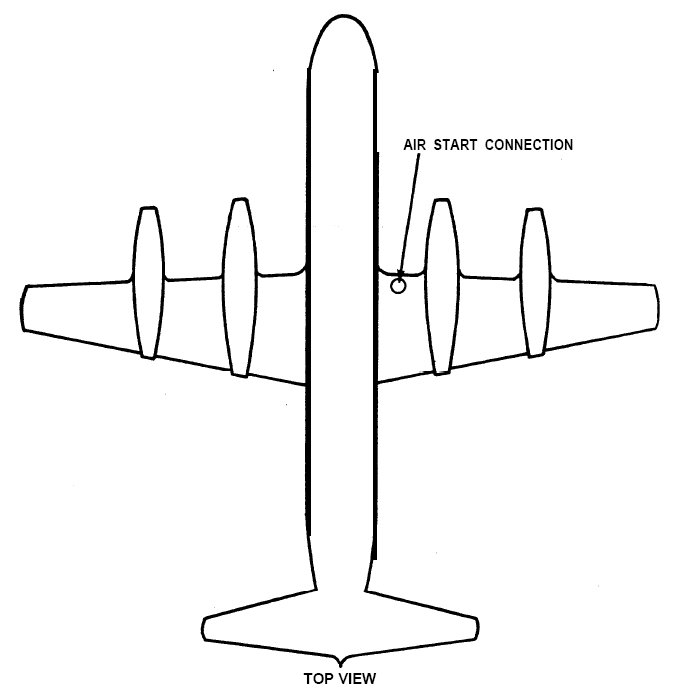
Emplacement de la porte d'accès sur l'Electra (d'après le rapport du NTSB).

Le rapport a conclu que la porte d'accès ouverte provoquait des vibrations qui distrayaient les pilotes, même si elles n'auraient probablement pas empêché l'avion d'atteindre la vitesse et l'altitude de croisière - il y avait eu des rapports d'autres pilotes d'Electra selon lesquels les vibrations avaient cessé à des vitesses plus élevées.
Les pilotes ont ensuite réduit la puissance des quatre moteurs simultanément, vraisemblablement pour voir s'ils étaient la source de ses vibrations, et n'ont pas rétabli la puissance assez rapidement pour éviter un décrochage à basse altitude, conduisant au crash de l'appareil.

## Conséquences
Un mémorial, appelé Galaxy Grove, a été érigé à Rancho San Rafael en 1986. Après le vol de la plaque en 2013, un mémorial de remplacement en granit et pesant deux tonnes a été installé.